# Associazione Sportiva Roma 1955-1956
Questa voce raccoglie le informazioni riguardanti l'Associazione Sportiva Roma nelle competizioni ufficiali della stagione 1955-1956.

## Stagione
Dopo la deludente eliminazione dalla Coppa Mitropa, Sacerdoti decide di cambiare allenatore e al posto di Jesse Carver ingaggia l'ungherese György Sárosi. È l'anno della consacrazione di Giacomo Losi e del neo acquisto Dino Da Costa. La stagione si conclude con un sesto posto.

## Divise
La divisa primaria è costituita da maglia rossa con colletto a V giallo, pantaloncini bianchi, calze rosse bordate di giallo; in trasferta viene usata una maglia bianca con colletto a polo, pantaloncini bianchi e calzettoni rossi bordati di giallo. Viene usata in alcune occasioni un'altra divisa nelle trasferte, costituita da maglia verde con colletto e bordi manica giallorossi, pantaloncini bianchi e calze nere con banda giallorossa orizzontale. I portieri hanno due divise, una costituita da maglia grigia con colletto a polo giallorosso, pantaloncini neri e calze rosse bordate di giallo, l'altra con maglia con colletto a girocollo giallorosso e gli stessi abbinamenti.
| Casa | Trasferta | Terza divisa | 1ª div. portiere | 2ª div. portiere |

## Organigramma societario
Di seguito l'organigramma societario.
Area direttiva
- Presidente: Renato Sacerdoti

Area tecnica
- Allenatore: György Sárosi

## Rosa
Di seguito la rosa.
| N. |                   | Ruolo | Calciatore       |
| -- | ----------------- | ----- | ---------------- |
|    | Italia (bandiera) | P     | Luciano Panetti  |
|    | Italia (bandiera) | P     | Luciano Tessari  |
|    | Italia (bandiera) | D     | Amos Cardarelli  |
|    | Italia (bandiera) | D     | Gabriele De Toni |
|    | Italia (bandiera) | D     | Alberto Eliani   |
|    | Italia (bandiera) | D     | Giacomo Losi     |
|    | Italia (bandiera) | D     | Giosuè Stucchi   |
|    | Italia (bandiera) | C     | Piero Betello    |
|    | Italia (bandiera) | C     | Piero Biagini    |
|    | Italia (bandiera) | C     | Raoul Bortoletto |

| N. |                     | Ruolo | Calciatore                 |
| -- | ------------------- | ----- | -------------------------- |
|    | Italia (bandiera)   | C     | Armando Cavazzuti          |
|    | Italia (bandiera)   | C     | Luigi Giuliano             |
|    | Italia (bandiera)   | C     | Egisto Pandolfini          |
|    | Italia (bandiera)   | C     | Romano Pontrelli           |
|    | Italia (bandiera)   | C     | Arcadio Venturi (capitano) |
|    | Brasile (bandiera)  | A     | Dino da Costa              |
|    | Italia (bandiera)   | A     | Carlo Galli                |
|    | Italia (bandiera)   | A     | Alcides Ghiggia            |
|    | Ungheria (bandiera) | A     | István Nyers               |
|    | Italia (bandiera)   | A     | Adelmo Prenna              |

## Calciomercato
Di seguito il calciomercato.
| Acquisti | Acquisti         | Acquisti       | Acquisti   |
| R.       | Nome             | da             | Modalità   |
| -------- | ---------------- | -------------- | ---------- |
| P        | Luciano Panetti  | Modena         | definitivo |
| P        | Luciano Tessari  | Palermo        | definitivo |
| D        | Gabriele De Toni | Verona         | definitivo |
| C        | Piero Biagini    | Genoa          | definitivo |
| A        | Dino da Costa    | Botafogo       | definitivo |
| A        | Adelmo Prenna    | BPD Colleferro | definitivo |

| Cessioni | Cessioni            | Cessioni       | Cessioni      |
| R.       | Nome                | a              | Modalità      |
| -------- | ------------------- | -------------- | ------------- |
| P        | Luigi Albani        | Palermo        | definitivo    |
| P        | Giuseppe Moro       | Verona         | definitivo    |
| D        | Alberto Bertuccelli | -              | fine carriera |
| C        | Celestino Celio     | Inter          | definitivo    |
| C        | Egidio Guarnacci    | BPD Colleferro | prestito      |
| A        | Enore Boscolo       | L.R. Vicenza   | definitivo    |

## Risultati

### Serie A

#### Girone di andata
| Arbitro: | Marchese (Napoli) |

|                                             |           |            |
| Nyers 4’, 38’ (rig.) da Costa 25’ Galli 48’ | Marcatori | 40’ Murolo |

| Arbitro: | Liverani (Torino) |

|                            |           |                                      |
| Firotto 30’, 47’ Fonda 60’ | Marcatori | 40’ (rig.), 46’ Nyers 68’ Pandolfini |

| Arbitro: | Campanati (Milano) |

|           |           |             |
| Nyers 78’ | Marcatori | 44’ Novelli |

| Arbitro: | Jonni (Macerata) |

|                         |           |                          |
| Piccioni 35’ Bronée 54’ | Marcatori | 18’ Giuliano 40’ Ghiggia |

| Roma 16 ottobre 1955, ore 15 5ª giornata | Roma              | 0 – 0 referto | Lazio | Stadio Olimpico di Roma (80.000 circa spett.)\| Arbitro: \| Liverani (Torino) \| |
| Arbitro:                                 | Liverani (Torino) |               |       |                                                                                  |

| Arbitro: | Piemonte (Monfalcone) |

|              |           |           |
| Castelli 62’ | Marcatori | 81’ Galli |

| Arbitro: | Bernardi (Bologna) |

|            |           |             |
| Prenna 54’ | Marcatori | 43’ Oppezzo |

| Arbitro: | Perego (Milano) |

|           |           |                |
| Galli 74’ | Marcatori | 78’ Bonistalli |

| Arbitro: | Liverani (Torino) |

|                     |           |                                                     |
| Toros 61’, 64’, 89’ | Marcatori | 1’ (aut.) Frascoli 22’, 50’, 70’ da Costa 75’ Galli |

| Arbitro: | Jonni (Macerata) |

|           |           |  |
| Galli 30’ | Marcatori |  |

| Arbitro: | Liverani (Torino) |

|                             |           |  |
| Virgili 32’ Losi 83’ (aut.) | Marcatori |  |

| Arbitro: | Bernardi (Bologna) |

|                         |           |             |
| Buhtz 50’ Bertoloni 79’ | Marcatori | 1’ da Costa |

| Arbitro: | Corallo (Lecce) |

|                                          |           |                   |
| Galli 33’ Ghiggia 37’ Corsini 67’ (aut.) | Marcatori | 65’, 76’ Bassetto |

| Arbitro: | Jonni (Macerata) |

|                                             |           |           |
| Schiaffino 22’ Nordahl 26’, 77’ Ricagni 71’ | Marcatori | 63’ Nyers |

| Arbitro: | Lo Bello (Siracusa) |

|                           |           |  |
| Giuliano 28’ da Costa 80’ | Marcatori |  |

| Trieste 22 gennaio 1956, ore 14:30 16ª giornata | Triestina        | 0 – 0 referto | Roma | Stadio Comunale (20.000 circa spett.)\| Arbitro: \| Bonetto (Torino) \| |
| Arbitro:                                        | Bonetto (Torino) |               |      |                                                                         |

| Arbitro: | Jonni (Macerata) |

|             |           |  |
| Firmani 54’ | Marcatori |  |

#### Girone di ritorno
| Arbitro: | Marchese (Napoli) |

|                 |           |  |
| Boscolo 6’, 76’ | Marcatori |  |

| Arbitro: | Rigato (Mestre) |

|                            |           |  |
| Ghiggia 11’ Pandolfini 80’ | Marcatori |  |

| Arbitro: | Bonetto (Torino) |

|                |           |  |
| Di Giacomo 27’ | Marcatori |  |

| Arbitro: | Piemonte (Monfalcone) |

|                       |           |             |
| Prenna 6’ Ghiggia 72’ | Marcatori | 48’ Marzani |

| Arbitro: | Orlandini (Roma) |

|                |           |  |
| Muccinelli 46’ | Marcatori |  |

| Arbitro: | Jonni (Macerata) |

|                        |           |           |
| Nyers 18’ da Costa 61’ | Marcatori | 44’ Posio |

| Torino 24 marzo 1956, ore 15:30 24ª giornata | Juventus              | 0 – 0 referto | Roma | Stadio Comunale (1.000 circa spett.)\| Arbitro: \| Piemonte (Monfalcone) \| |
| Arbitro:                                     | Piemonte (Monfalcone) |               |      |                                                                             |

| Arbitro: | Seipelt |

|                               |           |  |
| Bonistalli 64’ Stivanello 66’ | Marcatori |  |

| Arbitro: | Annoscia (Bari) |

|            |           |  |
| Prenna 31’ | Marcatori |  |

| Arbitro: | Rigato (Mestre) |

|               |           |              |
| Vonlanthen 8’ | Marcatori | 90’ da Costa |

| Arbitro: | Liverani (Torino) |

|              |           |             |
| da Costa 28’ | Marcatori | 63’ Virgili |

| Arbitro: | Meyer |

|                 |           |               |
| Prenna 11’, 81’ | Marcatori | 28’ Bertoloni |

| Arbitro: | Piemonte (Monfalcone) |

|              |           |                  |
| Bassetto 46’ | Marcatori | 63’ (rig.) Nyers |

| Roma 13 maggio 1956, ore 16:00 31ª giornata | Roma             | 0 – 0 referto | Milan | Stadio Olimpico di Roma (35.000 circa spett.)\| Arbitro: \| Bonetto (Torino) \| |
| Arbitro:                                    | Bonetto (Torino) |               |       |                                                                                 |

| Arbitro: | Jonni (Macerata) |

|               |           |  |
| Pivatelli 30’ | Marcatori |  |

| Arbitro: | Grignani (Milano) |

|                                        |           |             |
| da Costa 30’, 34’ Prenna 64’ Nyers 88’ | Marcatori | 33’ Renosto |

| Arbitro: | Corallo (Lecce) |

|              |           |                        |
| da Costa 57’ | Marcatori | 71’ Ronzon 83’ Firmani |

## Statistiche

### Statistiche di squadra
Di seguito le statistiche di squadra.
| Competizione | Punti | In casa | In casa | In casa | In casa | In casa | In casa | In trasferta | In trasferta | In trasferta | In trasferta | In trasferta | In trasferta | Totale | Totale | Totale | Totale | Totale | Totale | DR |
| Competizione | Punti | G       | V       | N       | P       | Gf      | Gs      | G            | V            | N            | P            | Gf           | Gs           | G      | V      | N      | P      | Gf     | Gs     | DR |
| ------------ | ----- | ------- | ------- | ------- | ------- | ------- | ------- | ------------ | ------------ | ------------ | ------------ | ------------ | ------------ | ------ | ------ | ------ | ------ | ------ | ------ | -- |
| Serie A      | 35    | 17      | 10      | 6       | 1       | 28      | 13      | 17           | 1            | 7            | 9            | 15           | 27           | 34     | 11     | 13     | 10     | 43     | 40     | +3 |
| Totale       | -     | 17      | 10      | 6       | 1       | 28      | 13      | 17           | 1            | 7            | 9            | 18           | 24           | 34     | 11     | 12     | 10     | 43     | 40     | +3 |

### Andamento in campionato
| Giornata  | 1 | 2 | 3 | 4 | 5 | 6 | 7 | 8 | 9 | 10 | 11 | 12 | 13 | 14 | 15 | 16 | 17 | 18 | 19 | 20 | 21 | 22 | 23 | 24 | 25 | 26 | 27 | 28 | 29 | 30 | 31 | 32 | 33 | 34 |
| --------- | - | - | - | - | - | - | - | - | - | -- | -- | -- | -- | -- | -- | -- | -- | -- | -- | -- | -- | -- | -- | -- | -- | -- | -- | -- | -- | -- | -- | -- | -- | -- |
| Luogo     | C | T | C | T | C | T | C | C | T | C  | T  | T  | C  | T  | C  | T  | T  | T  | C  | T  | C  | T  | C  | T  | T  | C  | T  | C  | C  | T  | C  | T  | C  | C  |
| Risultato | V | N | N | N | N | N | N | N | V | V  | P  | P  | V  | P  | V  | N  | P  | P  | V  | P  | V  | P  | V  | N  | P  | V  | N  | N  | V  | N  | N  | P  | V  | P  |
| Posizione | 1 | 2 | 4 | 5 | 5 | 4 | 7 | 5 | 3 | 2  | 2  | 5  | 3  | 6  | 4  | 4  | 6  | 9  | 7  | 9  | 6  | 8  | 6  | 5  | 9  | 4  | 6  | 6  | 5  | 5  | 5  | 6  | 6  | 6  |

Legenda:

Luogo: C = Casa; T = Trasferta. Risultato: V = Vittoria; N = Pareggio; P = Sconfitta.

### Statistiche dei giocatori
Desunte dai tabellini del Corriere dello Sport.
| Giocatore     | Serie A  | Serie A |
| Giocatore     | Presenze | Reti    |
| ------------- | -------- | ------- |
| L. Panetti    | 28       | -34     |
| L. Tessari    | 6        | -6      |
| A. Cardarelli | 27       | 0       |
| G. De Toni    | 1        | 0       |
| A. Eliani     | 14       | 0       |
| G. Losi       | 30       | 0       |
| G. Stucchi    | 26       | 0       |
| P. Betello    | 2        | 0       |
| P. Biagini    | 11       | 0       |
| R. Bortoletto | 14       | 0       |
| A. Cavazzuti  | 12       | 0       |
| L. Giuliano   | 34       | 2       |
| E. Pandolfini | 20       | 2       |
| R. Pontrelli  | 1        | 0       |
| A. Venturi    | 24       | 0       |
| D. da Costa   | 34       | 12      |
| C. Galli      | 20       | 6       |
| A. Ghiggia    | 28       | 4       |
| I. Nyers      | 29       | 9       |
| A. Prenna     | 13       | 6       |

### Videografia
- Manuela Romano (a cura di), La storia della A.S. Roma (10 DVD-Video), Corriere dello Sport, Rai Trade, 2006.